# Xyladictyochaetaceae
Xyladictyochaetaceae is een monotypische familie van schimmels uit de orde Xylariales. Het typegeslacht is Brachiampulla.